# Lučensko-košická sníženina
Lučensko-košická sníženina nebo Lučenecko-košická sníženina je krajinná (geomorfologická) oblast subprovincie Vnitřní Západní Karpaty (ale někdy se řadí do Panonské pánve ). Nachází se na Slovensku (jde o souvislý pás na jihu středního Slovenska s přerušením v oblasti Slovenského krasu), ale de facto pokračuje v Maďarsku jako část krajinné jednotky tam zvané Severomaďarské Středohoří (podrobnosti viz v příslušném článku).

## Charakteristika
Typická pro tuto sníženinu je nepravidelná bloková depresní struktura, na níž diferenciační tektonické pohyby a exogenní procesy způsobily vznik několika otevřených kotlin oddělených mírně vyvýšenými prahy, které mají pahorkatinový až podvrcholový ráz.

## Dělení
Dělení oblasti na celky podle geomorfologického členění Slovenska je následující: 
- Jihoslovenská kotlina (ta se dále dělí na Ipeľskou kotlinu, Lučenskou kotlinu a Rimavskou kotlinu, které se v starších děleních zvykli uvádět jako tři samostatné jednotky namísto "Jihoslovenská kotlina" - srov. Např. Orografické členění Slovenska )
- Bodvianska pahorkatina
- Košická kotlina

V dělení podle V. Krále tvoří části této sníženiny integrální součást Vnitřních Západních Karpat (jako samostatná oblast tedy v jeho systému není sníženina uvedena). Území Lučenská-košické sníženiny tak, jak je definováno v geomorfologickém členění Slovenska, v jeho systému odpovídají následující jednotky:
- Ipeľská kotlina (včetně Lučenské kotliny)
- Rimavská kotlina (včetně západní části Bodvianské pahorkatiny)
- Košická kotlina (včetně východní části Bodvianské pahorkatiny)